# Ісмаїл Чіпе
Ісмаїл Чіпе (тур. İsmail Çipe, нар. 5 січня 1995, Хатай, Туреччина) — турецький футболіст, воротар клубу «Галатасарай».

## Ігрова кар'єра

### Клубна
Ісмаїл Чіпе є вихованцем клубу «Хатайспор» зі свого рідного міста Хатай. У 2010 році футболіст приєднався до футбольної академії стамбульського клуба «Галатасарай». З 2016 року Чіпе було внесено в заявку першої команди. Та першу гру в основі воротар зіграв тільки у листопаді 2018 року.
Не маючи змоги зайняти місце основного воротаря команди, Чіпе більшість часу проводив в оренді. Він виступав у клубах Другої ліги «БАКспор» та «Фатіх Карагюмрюк». Ще два сезони Чіпе провів у клубі Суперліги «Кайсеріспор». Влітку 2021 року воротар повернувся до складу «Галатасарая».

### Збірна
У 2015 році Ісмаїл Чіпе зіграв одну гру у складі молодіжної збірної Туреччини.

## Титули
Галатасарай
 Чемпіон Туреччини: 2018/19
 Переможець Кубка Туреччини: 2018/19